# Membros da Ordem Militar da Torre e Espada, do Valor, Lealdade e Mérito

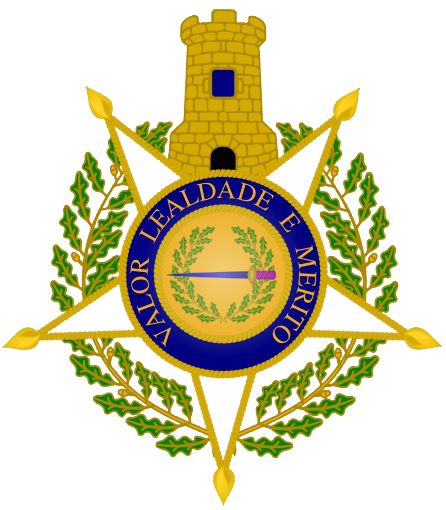
Ordem Militar da Torre e Espada, criada em 1459.

Esta é uma lista de membros da Ordem Militar da Torre e Espada, do Valor, Lealdade e Mérito.

## Rainha D. Maria II (1834-1853)
| Nome                                                              | Grau     | Alvará                |
| ----------------------------------------------------------------- | -------- | --------------------- |
| Rei Luís I da Baviera                                             | Grã-Cruz | 25 de Março de 1835   |
| Duque Ernesto I de Saxe-Coburgo e Gotha                           | Grã-Cruz | 9 de Dezembro de 1835 |
| Príncipe Fernando de Saxe-Coburgo e Gotha                         | Grã-Cruz | 26 de Abril de 1836   |
| Príncipe Augusto Luís Victor de Saxe-Coburgo e Gotha              | Grã-Cruz | 26 de Abril de 1836   |
| Rei Leopoldo I da Bélgica                                         | Grã-Cruz | 26 de Abril de 1836   |
| Príncipe Carlos Frederico Guilherme Emílio, Príncipe de Leiningen | Grã-Cruz | 3 de Junho de 1836    |
| Príncipe Leopoldo Francisco Júlio de Saxe-Coburgo-Gota-Koháry     | Grã-Cruz | 19 de Junho de 1843   |
| Duque Ernesto II de Saxe-Coburgo e Gotha                          | Grã-Cruz | Janeiro de 1844       |
| Príncipe Leopoldo, Duque de Brabante (Leopoldo II dos Belgas)     | Grã-Cruz | 6 de Setembro de 1853 |

## Rei D. Luís I (1861-1889)
| Nome                                                         | Vida      | Grau       | Alvará                 |
| ------------------------------------------------------------ | --------- | ---------- | ---------------------- |
| Joaquim Lopes (Patrão)                                       | 1798–1890 | Cavaleiro  | 3 de Março de 1862     |
| José Rodrigues Maio (Cego do Maio)                           | 1817–1884 | Cavaleiro  | 20 de Novembro de 1881 |
| Coronel Alexandre de Serpa Pinto, 1º Visconde de Serpa Pinto | 1846–1900 | Comendador | 16 de Dezembro de 1886 |
| Príncipe Pedro Augusto de Saxe-Coburgo e Bragança            | 1866–1934 | Grã-Cruz   | 26 de Julho de 1888    |

## Rei D. Carlos I (1889-1908)
| Nome                                                                 | Grau      | Alvará                 |
| -------------------------------------------------------------------- | --------- | ---------------------- |
| Almirante João do Canto e Castro (depois 5º Presidente da República) | Grã-Cruz  | 1894                   |
| Primeiro-Tenente Fernando de Magalhães e Menezes                     | Cavaleiro | 21 de Janeiro de 1903  |
| Tenente-Coronel Joaquim Duarte Silva                                 | Cavaleiro | 22 de Novembro de 1904 |
| Tenente-Coronel Francisco Martins Lusignan de Azevedo                | Cavaleiro | 26 de Maio de 1907     |
| Capitão José Antunes                                                 | Cavaleiro | 7 de Julho de 1907     |
| General Júlio Alberto de Sousa Schiappa de Azevedo                   | Oficial   | 1 de Janeiro de 1908   |
| Abel Augusto Braceiro                                                | Cavaleiro | 1 de Janeiro de 1908   |
| Capitão António José Teixeira de Miranda                             | Cavaleiro | 1 de Janeiro de 1908   |

## Rei D. Manuel II (1908-1910)
| Nome                                              | Grau       | Alvará               |
| ------------------------------------------------- | ---------- | -------------------- |
| General Augusto Manuel Farinha Beirão             | Oficial    | 9 de Abril de 1908   |
| Capitão António Freire de Mato Margulhão          | Cavaleiro  | 25 de Abril de 1908  |
| Major António Nunes                               | Cavaleiro  | 26 de Maio de 1908   |
| Contra-Almirante João Augusto de Oliveira Muzanty | Comendador | 1 de Janeiro de 1909 |
| Tenente-Coronel Luís Monteiro Nunes da Ponte      | Cavaleiro  | 1 de Janeiro de 1909 |
| Capitão Manuel Pinto da Fonseca                   | Cavaleiro  | 18 de Junho de 1910  |

## Presidente Manuel de Arriaga (1911-1915)
| Nome                                               | Grau      | Alvará               |
| -------------------------------------------------- | --------- | -------------------- |
| Contra-Almirante Luís António de Magalhães Correia | Cavaleiro | 3 de Outubro de 1913 |

## Presidente Teófilo Braga (1915)
Nenhum agraciamento registado.

## Presidente Bernardino Machado - I (1915-1917)
| Nome                                                                  | Grau      | Alvará                |
| --------------------------------------------------------------------- | --------- | --------------------- |
| Bernardino Machado Guimarães, 3º Presidente da República (ex officio) | Grã-Cruz  | 6 de Outubro de 1917  |
| Praça de Verdun                                                       | Grã-Cruz  | 6 de Outubro de 1917  |
| Justino Narciso Martins                                               | Cavaleiro | 4 de Dezembro de 1917 |

## Presidente Sidónio Pais (1917-1918)
| Nome                                                               | Grau                | Alvará                 |
| ------------------------------------------------------------------ | ------------------- | ---------------------- |
| Sidónio Pais, 4º Presidente da República (ex officio)              | Grã-Cruz            | 9 de Maio de 1918      |
| Major Américo Olavo Correia de Azevedo                             | Cavaleiro           | 20 de Julho de 1918    |
| Soldado Aníbal Augusto Milhais, Soldado Milhões                    | Cavaleiro com Palma | 31 de Agosto de 1918   |
| Capitão-Tenente José Botelho de Carvalho Araújo (a título póstumo) | Grande-Oficial      | 28 de Novembro de 1918 |
| Segundo-Tenente Manuel Armando Ferraz (depois Contra-Almirante)    | Oficial             | 29 de Novembro de 1918 |
| Marechal Ferdinand Foch                                            | Grã-Cruz            | 30 de Novembro de 1918 |
| Capitão Alexandre da Cunha Rôla Pereira                            | Cavaleiro           | 6 de Dezembro de 1918  |
| Álvaro Peão Lopes                                                  | Cavaleiro           | 6 de Dezembro de 1918  |

## Presidente Canto e Castro (1918-1919)
| Nome                                                                           | Grau           | Alvará                  |
| ------------------------------------------------------------------------------ | -------------- | ----------------------- |
| General José Norton de Matos                                                   | Grã-Cruz       | 28 de Fevereiro de 1919 |
| General Roberto da Cunha Baptista                                              | Grande-Oficial | 28 de Fevereiro de 1919 |
| Contra-Almirante Jaime Daniel Leote do Rego, Governador de São Tomé e Príncipe | Comendador     | 1 de Março de 1919      |
| Contra-Almirante Manuel dos Santos Fradique                                    | Oficial        | 6 de Março de 1919      |
| Major Álvaro Xavier de Castro, Primeiro-Ministro de Portugal                   | Grande-Oficial | 13 de Março de 1919     |
| Capitão José Garcia                                                            | Cavaleiro      | 13 de Março de 1919     |
| Vila de Chaves                                                                 | Oficial        | 24 de Março de 1919     |
| Bombeiros Voluntários de Lisboa                                                | Oficial        | 24 de Março de 1919     |
| Sociedade Portuguesa da Cruz Vermelha                                          | Grande-Oficial | 29 de Março de 1919     |
| Primeiro-Tenente António de Antas Mendes Cruz                                  | Oficial        | 29 de Março de 1919     |
| Cidade de Aveiro                                                               | Oficial        | 29 de Março de 1919     |
| Vila de Mirandela                                                              | Oficial        | 29 de Março de 1919     |
| Regimento de Infantaria nº 31                                                  | Oficial        | 29 de Março de 1919     |
| Alferes José Martins                                                           | Cavaleiro      | 29 de Março de 1919     |
| Primeiro-Tenente Armando Agatão Lança                                          | Oficial        | 12 de Abril de 1919     |
| Capitão-Tenente Jaime Alberto de Castro Morais                                 | Comendador     | 17 de Abril de 1919     |
| General Tomaz de Sousa Rosa                                                    | Grande-Oficial | 19 de Abril de 1919     |
| Capitão-Tenente Manuel Máximo Prates                                           | Oficial        | 22 de Abril de 1919     |
| Coronel Norberto Ferreira Guimarães                                            | Oficial        | 26 de Abril de 1919     |
| Cidade de Santarém                                                             | Oficial        | 26 de Abril de 1919     |
| Cidade de Coimbra                                                              | Oficial        | 26 de Abril de 1919     |
| Cidade do Porto                                                                | Oficial        | 26 de Abril de 1919     |
| Cidade de Évora                                                                | Oficial        | 26 de Abril de 1919     |
| Cidade de Bragança                                                             | Oficial        | 26 de Abril de 1919     |
| Vila das Caldas da Rainha                                                      | Dama           | 26 de Abril de 1919     |
| Vila de Alcobaça                                                               | Dama           | 26 de Abril de 1919     |
| Sebastião Magalhães Torre Lima                                                 | Grã-Cruz       | 29 de Abril de 1919     |
| António Cabreira                                                               | Comendador     | 17 de Maio de 1919      |
| Regimento de Infantaria nº 19                                                  | Oficial        | 17 de Maio de 1919      |
| Regimento de Cavalaria nº 6                                                    | Oficial        | 17 de Maio de 1919      |
| Capitão-de-Mar-e-Guerra José Eduardo de Carvalho Crato                         | Oficial        | 4 de Junho de 1919      |
| Cruzada das Mulheres Portuguesas                                               | Grã-Cruz       | 12 de Junho de 1919     |
| Major Mentel Martins Simões de Abreu                                           | Comendador     | 20 de Junho de 1919     |
| Capitão-de-Fragata Fernando Augusto Pereira da Silva                           | Oficial        | 5 de Julho de 1919      |
| Capitão-de-Fragata Filomeno da Câmara Melo Cabral                              | Oficial        | 5 de Julho de 1919      |
| Capitão-Tenente Marcelino Carlos                                               | Oficial        | 5 de Julho de 1919      |
| Capitão-Tenente António Emídio Taborda de Azevedo e Costa                      | Oficial        | 5 de Julho de 1919      |
| Capitão-Tenente José Luís Teixeira Marinho                                     | Oficial        | 5 de Julho de 1919      |
| Capitão-Tenente Augusto Carlos de Saldanha                                     | Oficial        | 5 de Julho de 1919      |
| Capitão-Tenente Alfredo Botelho de Sousa                                       | Cavaleiro      | 5 de Julho de 1919      |
| Capitão-Tenente Jaime Júlio de Sousa                                           | Cavaleiro      | 5 de Julho de 1919      |
| Capitão-Tenente José Vicente Caldeira do Casal Ribeiro                         | Cavaleiro      | 5 de Julho de 1919      |
| Primeiro-Tenente Vasco Carlos do Rêgo Botelho                                  | Cavaleiro      | 5 de Julho de 1919      |
| Primeiro-Tenente Vasco Artur da Costa Cabral                                   | Cavaleiro      | 5 de Julho de 1919      |
| Primeiro-Tenente Fernando Amor Monteiro de Barros                              | Cavaleiro      | 5 de Julho de 1919      |
| António José de Almeida, 6º Presidente da República                            | Grã-Cruz       | 10 de Julho de 1919     |
| Assistência da Colónia Portuguesa do Brasil aos Órfãos de Guerra               | Grã-Cruz       | 23 de Junho de 1919     |
| Primeiro-Sargento José Gomes de Carvalho                                       | Cavaleiro      | 22 de Julho de 1919     |
| Afonso Vieira Dionísio                                                         | Cavaleiro      | 17 de Setembro de 1919  |
| Ciríaco Gouveia                                                                | Cavaleiro      | 17 de Setembro de 1919  |
| António Maria Ferreira Linho e Sousa (a título póstumo)                        | Cavaleiro      | 17 de Setembro de 1919  |

## Presidente António José de Almeida (1919-1923)
| Nome                                                                         | Grau           | Alvará                  |
| ---------------------------------------------------------------------------- | -------------- | ----------------------- |
| António José de Almeida, 6º Presidente da República (ex officio)             | Grã-Cruz       | 5 de Outubro de 1919    |
| General Alberto Mimoso da Costa Ilharco                                      | Grande-Oficial | 5 de Outubro de 1919    |
| Coronel Hermenegildo Augusto dos Santos Pestana                              | Grande-Oficial | 5 de Outubro de 1919    |
| General Abel Hipólito                                                        | Comendador     | 5 de Outubro de 1919    |
| General João Pedroso de Lima                                                 | Comendador     | 5 de Outubro de 1919    |
| General José Domingues Peres                                                 | Comendador     | 5 de Outubro de 1919    |
| General Ernesto Maria Vieira da Rocha                                        | Comendador     | 5 de Outubro de 1919    |
| Contra-Almirante António Torcato Borja de Araújo                             | Comendador     | 5 de Outubro de 1919    |
| Coronel Augusto César Ribeiro de Carvalho                                    | Comendador     | 5 de Outubro de 1919    |
| Coronel Raúl de Andrade Peres                                                | Comendador     | 5 de Outubro de 1919    |
| Coronel António Maria de Freitas Soares                                      | Comendador     | 5 de Outubro de 1919    |
| Coronel Joaquim Felizardo Velez Caroão                                       | Oficial        | 5 de Outubro de 1919    |
| Coronel Júlio da Conceição Pereira Lourenço                                  | Oficial        | 5 de Outubro de 1919    |
| Coronel José Mendes dos Reis                                                 | Oficial        | 5 de Outubro de 1919    |
| Capitão-de-mar-e-guerra Silvério Ribeiro da Rocha e Cunha                    | Oficial        | 5 de Outubro de 1919    |
| Tenente-Coronel Carlos Luiselo Godinho                                       | Oficial        | 5 de Outubro de 1919    |
| Major Gustavo Augusto Pires de Figueiredo                                    | Oficial        | 5 de Outubro de 1919    |
| Major António Cândido Castilho Nobre                                         | Oficial        | 5 de Outubro de 1919    |
| Major Manuel António Soares Zilhão                                           | Oficial        | 5 de Outubro de 1919    |
| Capitão Zeferino Camossa Ferraz de Abreu                                     | Cavaleiro      | 5 de Outubro de 1919    |
| António Afonso                                                               | Cavaleiro      | 5 de Outubro de 1919    |
| Soldado GNR Francisco Carneiro Alves                                         | Cavaleiro      | 5 de Outubro de 1919    |
| Coronel Henrique Ribeiro de Almeida                                          | Cavaleiro      | 5 de Outubro de 1919    |
| Segundo-Sargento Amadeu Jacinto de Araújo                                    | Cavaleiro      | 5 de Outubro de 1919    |
| Capitão Alberto Camacho Brandão                                              | Cavaleiro      | 5 de Outubro de 1919    |
| Coronel José Martins Cameira                                                 | Cavaleiro      | 5 de Outubro de 1919    |
| Major António Germano Guedes Ribeiro de Carvalho                             | Cavaleiro      | 5 de Outubro de 1919    |
| Capitão José Correia de Carvalho                                             | Cavaleiro      | 5 de Outubro de 1919    |
| Maximiano da Costa                                                           | Cavaleiro      | 5 de Outubro de 1919    |
| António Martins Fino                                                         | Cavaleiro      | 5 de Outubro de 1919    |
| José Extremadura Fino                                                        | Cavaleiro      | 5 de Outubro de 1919    |
| António Luís Gonçalves                                                       | Cavaleiro      | 5 de Outubro de 1919    |
| Capitão Luís de Sousa Gonzaga                                                | Cavaleiro      | 5 de Outubro de 1919    |
| Major Viriato Sertório dos Santos Lobo                                       | Cavaleiro      | 5 de Outubro de 1919    |
| José Maria                                                                   | Cavaleiro      | 5 de Outubro de 1919    |
| Coronel Carminé Ribeiro de Melo Nobre                                        | Cavaleiro      | 5 de Outubro de 1919    |
| Capitão Jorge Marrecas Ferreira Pimentel                                     | Cavaleiro      | 5 de Outubro de 1919    |
| Major Jaime Madeira Pinto                                                    | Cavaleiro      | 5 de Outubro de 1919    |
| Manuel Correia dos Santos                                                    | Cavaleiro      | 5 de Outubro de 1919    |
| Eugénio das Neves Vilares                                                    | Cavaleiro      | 5 de Outubro de 1919    |
| Fernando Rodriguez Porrero y Chavarri                                        | Cavaleiro      | 5 de Outubro de 1919    |
| Euclides Chaves                                                              | Cavaleiro      | 5 de Outubro de 1919    |
| Batalhão de Infantaria nº 15                                                 | Comendador     | 22 de Novembro de 1919  |
| Batalhão de Infantaria nº 23                                                 | Comendador     | 22 de Novembro de 1919  |
| Major Albert de Percin                                                       | Cavaleiro      | 22 de Novembro de 1919  |
| Vice-Almirante Alfredo Guilherme Howell                                      | Oficial        | 28 de Novembro de 1919  |
| Eduardo Dato Iradier, Primeiro-Ministro de Espanha                           | Grã-Cruz       | 29 de Dezembro de 1919  |
| Salvador Bermúdez de Castro, 2º duque de Ripalda                             | Grã-Cruz       | 29 de Dezembro de 1919  |
| Bombeiros Voluntários Lisbonenses                                            | Oficial        | 23 de Janeiro de 1920   |
| Câmara Municipal de Lisboa                                                   | Comendador     | 30 de Janeiro de 1920   |
| Tenente-Coronel Gustavo de Andrade Piçarra                                   | Cavaleiro      | 5 de Fevereiro de 1920  |
| Manuel Estrada Cabrera, Presidente da Guetamala                              | Grã-Cruz       | 16 de Fevereiro de 1920 |
| Capitão-Tenente Adalberto Soares Serrão da Silva Machado                     | Cavaleiro      | 18 de Fevereiro de 1920 |
| Capitão-de-mar-e-guerra Joaquim de Almeida Henriques                         | Oficial        | 18 de Fevereiro de 1920 |
| Capitão-Tenente Fernando Augusto Branco                                      | Cavaleiro      | 18 de Fevereiro de 1920 |
| Jaime Garcia de Lemos                                                        | Cavaleiro      | 6 de Março de 1920      |
| Coronel António Maria Baptista                                               | Grã-Cruz       | 6 de Março de 1920      |
| Cidade de Lisboa                                                             | Grã-Cruz       | 6 de Março de 1920      |
| Rei Fuad I do Egipto                                                         | Grã-Cruz       | 12 de Abril de 1920     |
| General João José Sinel de Cordes                                            | Comendador     | 10 de Julho de 1920     |
| Tenente-Coronel António de Sousa Pinto Machado Coutinho                      | Cavaleiro      | 10 de Julho de 1920     |
| General Miguel Pereira Coutinho                                              | Oficial        | 10 de Julho de 1920     |
| Capitão Luís de Sousa Gonzaga                                                | Oficial        | 10 de Julho de 1920     |
| Capitão Gustavo Adolfo de Gouveia                                            | Oficial        | 10 de Julho de 1920     |
| Tenente Alfredo Guimarães                                                    | Oficial        | 10 de Julho de 1920     |
| General Raúl Augusto Esteves                                                 | Oficial        | 10 de Julho de 1920     |
| Major Eduardo Rodrigues Areosa Feio                                          | Cavaleiro      | 10 de Julho de 1920     |
| General Artur Ivens Ferraz                                                   | Comendador     | 10 de Julho de 1920     |
| Alferes Alfredo Ambrósio Ferreira                                            | Cavaleiro      | 10 de Julho de 1920     |
| Capitão Rogério Correia Ferreira                                             | Cavaleiro      | 10 de Julho de 1920     |
| Batalhão de Sapadores de Caminho de Ferro                                    | Comendador     | 10 de Julho de 1920     |
| Coronel Carlos de Barros Soares Branco                                       | Oficial        | 10 de Julho de 1920     |
| Major Bernardo Gabriel Cardoso Júnior                                        | Cavaleiro      | 10 de Julho de 1920     |
| Major João Pedro Medeiros de Almeida                                         | Oficial        | 10 de Julho de 1920     |
| Capitão Henrique Pereira do Vale                                             | Cavaleiro      | 10 de Julho de 1920     |
| Major José Maria Vale de Andrade                                             | Oficial        | 10 de Julho de 1920     |
| Tenente-Coronel José Agostinho                                               | Cavaleiro      | 10 de Julho de 1920     |
| General António Gorjão Couceiro de Albuquerque                               | Oficial        | 10 de Julho de 1920     |
| Capitão Francisco Vila Chã Rodrigues Leite                                   | Cavaleiro      | 10 de Julho de 1920     |
| Capitão Manoel Ribeiro da Lage                                               | Cavaleiro      | 10 de Julho de 1920     |
| Capitão Alípio José da Cruz Oliveira                                         | Cavaleiro      | 10 de Julho de 1920     |
| Coronel Francisco de Lacerda e Oliveira                                      | Oficial        | 10 de Julho de 1920     |
| Tenente José Joaquim Machado Magalhães Júnior                                | Cavaleiro      | 10 de Julho de 1920     |
| Coronel João Herculano de Moura                                              | Cavaleiro      | 10 de Julho de 1920     |
| Tenente-Coronel António da Silva Brito Paes                                  | Cavaleiro      | 10 de Julho de 1920     |
| Tenente Artur Florido Pereira                                                | Cavaleiro      | 10 de Julho de 1920     |
| Capitão Fernando Oscar Wilton Pereira                                        | Cavaleiro      | 10 de Julho de 1920     |
| Capitão Alberto da Silva Matos                                               | Cavaleiro      | 10 de Julho de 1920     |
| Alferes Luís Lopes de Melo                                                   | Cavaleiro      | 10 de Julho de 1920     |
| General Eugénio Bilstein Menezes                                             | Oficial        | 10 de Julho de 1920     |
| General Anacleto Domingos dos Santos                                         | Oficial        | 10 de Julho de 1920     |
| Coronel José Filipe de Barros Rodrigues                                      | Oficial        | 10 de Julho de 1920     |
| Capitão Manuel de Vasconcelos                                                | Oficial        | 10 de Julho de 1920     |
| General Bernardo de Faria e Silva                                            | Grande-Oficial | 14 de Setembro de 1920  |
| General Fernando Tamagnini de Abreu e Silva                                  | Grã-Cruz       | 14 de Setembro de 1920  |
| General Tomaz António Garcia Rosado                                          | Grã-Cruz       | 14 de Setembro de 1920  |
| General Luís Augusto Ferreira Martins                                        | Oficial        | 14 de Setembro de 1920  |
| Luíz Torcato Freire Curado                                                   | Cavaleiro      | 14 de Setembro de 1920  |
| Major João Maria Ferreira do Amaral                                          | Oficial        | 14 de Setembro de 1920  |
| 4º Grupo de Bateria de Artilharia                                            | Comendador     | 14 de Setembro de 1920  |
| 3º Grupo de Bateria de Artilharia                                            | Oficial        | 14 de Setembro de 1920  |
| General Manuel de Oliveira Gomes da Costa                                    | Grande-Oficial | 14 de Setembro de 1920  |
| Primeiro-Tenente Álvaro Jaime Pereira                                        | Cavaleiro      | 25 de Novembro de 1920  |
| General Teófilo José da Trindade                                             | Grã-Cruz       | 31 de Dezembro de 1920  |
| Corpo Expedicionário Português                                               | Oficial        | 31 de Dezembro de 1920  |
| 4ª Bateria do 6º GBA do Corpo Expedicionário Português                       | Oficial        | 31 de Dezembro de 1920  |
| Colégio Militar                                                              | Cavaleiro      | 31 de Dezembro de 1920  |
| Cidade de Lille                                                              | Dama           | 31 de Dezembro de 1920  |
| Junta Patriótica do Norte                                                    | Dama           | 28 de Janeiro de 1921   |
| Corpo de Marinheiros da Armada                                               | Comendador     | 22 de Março de 1921     |
| Soldados Desconhecidos Mortos na Grande Guerra                               | Grã-Cruz       | 31 de Março de 1921     |
| Marechal Joseph Jacques Cesaire Joffre                                       | Grã-Cruz       | 20 de Abril de 1921     |
| General Armando Diaz                                                         | Grã-Cruz       | 20 de Abril de 1921     |
| M.A.S. da Marinha Italiana                                                   | Grande-Oficial | 20 de Abril de 1921     |
| Juan Luiz Sanfuentes, Presidente do Chile                                    | Grã-Cruz       | 22 de Abril de 1921     |
| Primeiro-Tenente Francisco Augusto de Lacerda Forjaz                         | Oficial        | 30 de Abril de 1921     |
| Capitão-Tenente Manuel Ortins de Bettencourt                                 | Cavaleiro      | 14 de Maio de 1963      |
| Alferes Valdemiro Lúcio Lopes de Azevedo                                     | Cavaleiro      | 22 de Maio de 1921      |
| Tenente-Coronel Jorge Frederico Velez Caroço                                 | Oficial        | 11 de Julho de 1921     |
| Coronel António Sant'Ana Cabrita                                             | Comendador     | 19 de Julho de 1921     |
| Tenente-Coronel Francisco Pedro Curado                                       | Comendador     | 19 de Julho de 1921     |
| Tenente-Coronel Carlos Fernandes Brou                                        | Oficial        | 19 de Julho de 1921     |
| Capitão Alexandre Soares Ferreira de Loureiro                                | Oficial        | 19 de Julho de 1921     |
| General Pedro Francisco Massano de Amorim                                    | Grande-Oficial | 12 de Novembro de 1921  |
| Coronel Feliciano António da Silva Leal                                      | Oficial        | 1 de Janeiro de 1922    |
| Batalhão de Fuzileiros Navais                                                | Grande-Oficial | 20 de Janeiro de 1922   |
| Regimento de Infantaria Colonial de Marrocos                                 | Cavaleiro      | 20 de Janeiro de 1922   |
| Regimento de Infantaria nº 120 da 27ª Divisão do Exército dos Estados Unidos | Cavaleiro      | 20 de Janeiro de 1922   |
| Regimento de Marcha da Legião Estrangeira                                    | Cavaleiro      | 20 de Janeiro de 1922   |
| Navio Orion da Marinha dos Estados Unidos                                    | Cavaleiro      | 20 de Janeiro de 1922   |
| José Marques do Carmo Catarino                                               | Oficial        | 29 de Janeiro de 1922   |
| Batalhão Nº 10 da Guarda Fiscal                                              | Oficial        | 30 de Janeiro de 1922   |
| Coronel Bento Esteves Roma                                                   | Comendador     | 5 de Fevereiro de 1922  |
| Major António Germano Guedes Ribeiro de Carvalho                             | Oficial        | 5 de Fevereiro de 1922  |
| José Esteves da Conceição Mascarenhas                                        | Oficial        | 5 de Fevereiro de 1922  |
| Coronel Abel Joaquim Travassos Valdez                                        | Cavaleiro      | 5 de Fevereiro de 1922  |
| General Paulo Bénard Guedes                                                  | Oficial        | 6 de Fevereiro de 1922  |
| Coronel Eduardo Ferreira Viana                                               | Oficial        | 6 de Fevereiro de 1922  |
| Coronel José Ricardo Pereira Cabral                                          | Oficial        | 6 de Fevereiro de 1922  |
| Major Fernando Pais Teles de Utra Machado                                    | Comendador     | 8 de Fevereiro de 1922  |
| António de Melo                                                              | Cavaleiro      | 1 de Março de 1922      |
| Vice-Almirante Carlos Viegas Gago Coutinho                                   | Grã-Cruz       | 21 de Abril de 1922     |
| Capitão-Tenente Artur Sacadura Freire Cabral                                 | Grã-Cruz       | 1 de Maio de 1922       |
| Bombeiros Municipais de Lisboa                                               | Comendador     | 8 de Junho de 1922      |
| José Rabumba                                                                 | Cavaleiro      | 6 de Julho de 1922      |
| Batalhão de Marinha Expedicionária a Angola 1915-1915                        | Comendador     | 26 de Abril de 1922     |
| Coronel Eduardo Bandeira Lima                                                | Cavaleiro      | 5 de Outubro de 1922    |
| Cruzador Adamastor                                                           | Comendador     | 6 de Novembro de 1922   |
| Balthazar Brum, Presidente do Uruguai                                        | Grã-Cruz       | 16 de Novembro de 1922  |
| Corpo de Alunos da Escola Naval do Brasil                                    | Oficial        | 16 de Novembro de 1922  |
| Bandeira História do 31 de Janeiro de 1891                                   | Oficial        | 20 de Janeiro de 1923   |
| Bombeiros Voluntários de Matosinhos e Leça da Palmeira                       | Cavaleiro      | 19 de Março de 1923     |
| Capitão António Pinto da Cruz e Melo                                         | Oficial        | 31 de Março de 1923     |
| General Francisco Maria da Costa Andrade                                     | Cavaleiro      | 31 de Março de 1923     |
| Francisco Pinto de Albuquerque                                               | Cavaleiro      | 31 de Março de 1923     |
| Capitão João Maria Pereira Sarmento Pimentel                                 | Cavaleiro      | 31 de Março de 1923     |
| Comando da Unidade de Destacamento em Angola                                 | Comendador     | 31 de Março de 1923     |
| Capitão-de-mar-e-guerra João Bello                                           | Comendador     | 25 de Maio de 1923      |
| Coronel Henrique Sátiro Lopes Pires Monteiro                                 | Oficial        | 31 de Agosto de 1923    |
| António Maria da Silva                                                       | Grã-Cruz       | 24 de Setembro de 1923  |

## Presidente Teixeira Gomes (1923-1925)
| Nome                                                           | Grau       | Alvará                 |
| -------------------------------------------------------------- | ---------- | ---------------------- |
| Manuel Teixeira Gomes, 7º Presidente da República (ex officio) | Grã-Cruz   | 5 de Outubro de 1923   |
| Bombeiros Municipais do Porto                                  | Cavaleiro  | 29 de Janeiro de 1924  |
| Bombeiros Voluntários do Porto                                 | Cavaleiro  | 29 de Janeiro de 1924  |
| Manuel da Neves                                                | Cavaleiro  | 7 de Junho de 1924     |
| Tenente-Coronel António da Silva Brito Paes                    | Comendador | 5 de Outubro de 1924   |
| Major José Manuel Sarmento de Beires                           | Comendador | 5 de Outubro de 1924   |
| Primeiro-Tenente Álvaro Jaime Pereira                          | Comendador | 5 de Outubro de 1924   |
| Coronel Manuel da Conceição Silva                              | Oficial    | 26 de Junho de 1925    |
| Arturo Alessandri, Presidente do Chile                         | Grã-Cruz   | 6 de Julho de 1925     |
| Primeiro-Sargento Graduado Manuel António                      | Cavaleiro  | 18 de Julho de 1925    |
| Coronel Carlos Ludgero Antunes Cabrita                         | Oficial    | 31 de Julho de 1925    |
| Major Armando Barata                                           | Oficial    | 31 de Julho de 1925    |
| Capitão António da Costa Lima                                  | Oficial    | 31 de Julho de 1925    |
| Capitão Laurino Vieira                                         | Oficial    | 31 de Julho de 1925    |
| Coronel Ernesto Joaquim Feio                                   | Cavaleiro  | 31 de Julho de 1925    |
| Tenente José Pereira Guimarães                                 | Cavaleiro  | 31 de Julho de 1925    |
| Major José Maria Nunes de Amorim                               | Oficial    | 22 de Agosto de 1925   |
| Tenente João da Graça Teles de Lemos                           | Cavaleiro  | 22 de Agosto de 1925   |
| Major Samuel Bento                                             | Oficial    | 5 de Setembro de 1925  |
| Tenente Carlos Marques Alexandre                               | Cavaleiro  | 5 de Setembro de 1925  |
| Alferes Calisto Morgado                                        | Cavaleiro  | 5 de Setembro de 1925  |
| Coronel Francisco Garcia Tereno                                | Oficial    | 26 de Setembro de 1925 |
| Major Firmino da Silva Rego                                    | Oficial    | 26 de Setembro de 1925 |
| Capitão Aleixo Paulo de Mascarenhas                            | Cavaleiro  | 26 de Setembro de 1925 |
| Tenente José Malta                                             | Cavaleiro  | 26 de Setembro de 1925 |
| Tenente Joaquim Augusto Carrilho                               | Cavaleiro  | 26 de Setembro de 1925 |
| Major Artur Celestino Sangreman Henriques                      | Oficial    | 30 de Setembro de 1925 |
| Capitão Rodolfo dos Santos                                     | Cavaleiro  | 30 de Setembro de 1925 |
| Coronel Manoel António Correia                                 | Cavaleiro  | 17 de Outubro de 1925  |
| Tenente Artur Rego                                             | Cavaleiro  | 20 de Outubro de 1925  |
| Imperador Hailé Selassié da Etiópia                            | Grã-Cruz   | 28 de Outubro de 1925  |
| Major Joaquim Simões                                           | Oficial    | 30 de Outubro de 1925  |
| Major Raúl Augusto Martins                                     | Cavaleiro  | 30 de Outubro de 1925  |
| Coronel José Pedro Pinheiro Correia                            | Oficial    | 21 de Novembro de 1925 |
| Major Joaquim Sérgio da Silva                                  | Oficial    | 21 de Novembro de 1925 |
| Capitão Eduardo Frederico Valdez de Faria                      | Oficial    | 21 de Novembro de 1925 |
| Tenente Francisco Salgueiro da Silva                           | Cavaleiro  | 21 de Novembro de 1925 |
| Vila de Amarante                                               | Dama       | 21 de Novembro de 1925 |

## Presidente Bernardino Machado - II (1925-1926)
| Nome                                                               | Grau       | Alvará                  |
| ------------------------------------------------------------------ | ---------- | ----------------------- |
| Capitão Fernando Mauro da Assunção Carmo                           | Oficial    | 6 de Fevereiro de 1926  |
| Alferes Ricardo Mariano                                            | Cavaleiro  | 22 de Fevereiro de 1926 |
| Capitão-de-mar-e-guerra Alexandre José Botelho de Vasconcelos e Sá | Comendador | 9 de Março de 1926      |
| Coronel Joaquim Maria de Oliveira Simões                           | Comendador | 13 de Março de 1926     |
| Coronel Abel Joaquim Travassos Valdez                              | Oficial    | 13 de Março de 1926     |
| Coronel Júlio Augusto Rodrigues Aguiar                             | Oficial    | 13 de Março de 1926     |
| Coronel João Braz de Oliveira                                      | Oficial    | 13 de Março de 1926     |
| General Aníbal Frederico da Silveira Machado                       | Cavaleiro  | 13 de Março de 1926     |
| Coronel José Mac Bride Fernandes                                   | Cavaleiro  | 13 de Março de 1926     |
| Coronel Álvaro Teles Ferreira de Passos                            | Cavaleiro  | 13 de Março de 1926     |
| Coronel Manuel Joaquim Crespo                                      | Cavaleiro  | 13 de Março de 1926     |
| Major José Casimiro Carteado Mena                                  | Cavaleiro  | 13 de Março de 1926     |
| Capitão Augusto César Loureiro                                     | Cavaleiro  | 13 de Março de 1926     |
| Capitão José Caetano Vieira Lisboa                                 | Cavaleiro  | 13 de Março de 1926     |
| Capitão Fernando Júlio Borges                                      | Cavaleiro  | 13 de Março de 1926     |
| Segundo-Tenente Roberto Peixoto Salier                             | Cavaleiro  | 13 de Março de 1926     |
| Emílio Sebastião de Araújo                                         | Cavaleiro  | 13 de Março de 1926     |
| Júlio Costa                                                        | Cavaleiro  | 13 de Março de 1926     |
| Manuel de Almeida                                                  | Cavaleiro  | 13 de Março de 1926     |
| Alferes António da Silva                                           | Cavaleiro  | 20 de Maio de 1926      |
| Vice-Almirante António Ladislau Parreira                           | Comendador | 29 de Maio de 1926      |
| Contra-Almirante Aníbal de Sousa Dias                              | Oficial    | 29 de Maio de 1926      |
| Contra-Almirante Tito Augusto de Morais                            | Oficial    | 29 de Maio de 1926      |
| Capitão-de-mar-e-guerra Mariano Maria                              | Oficial    | 29 de Maio de 1926      |
| Capitão-de-fragata Mariano Martins                                 | Oficial    | 29 de Maio de 1926      |
| Capitão-de-fragata José Mendes Cabeçadas                           | Oficial    | 29 de Maio de 1926      |
| Capitão-Tenente Guilherme Rodrigues                                | Oficial    | 29 de Maio de 1926      |
| Capitão-Tenente Adolfo Trindade                                    | Cavaleiro  | 29 de Maio de 1926      |

## Presidente Óscar Carmona (1926-1951)
| Nome                                                                                    | Grau           | Alvará                  |
| --------------------------------------------------------------------------------------- | -------------- | ----------------------- |
| Vice-Almirante António Maria de Azevedo Machado Santos (a título póstumo)               | Grã-Cruz       | 4 de Outubro de 1926    |
| Capitão Clemente José Juncal                                                            | Cavaleiro      | 21 de Novembro de 1926  |
| Major Henrique Augusto de Lacerda                                                       | Cavaleiro      | 1 de Janeiro de 1927    |
| Rei Leopoldo III da Bélgica                                                             | Grã-Cruz       | 23 de Abril de 1927     |
| Capitão Francisco Alexandre Lobo Pimentel                                               | Oficial        | 31 de Maio de 1927      |
| Tenente António de Figueiredo                                                           | Cavaleiro      | 31 de Maio de 1927      |
| Tenente João Luiz Monteiro                                                              | Cavaleiro      | 31 de Maio de 1927      |
| Capitão Luís Henrique Cordeiro                                                          | Cavaleiro      | 31 de Maio de 1927      |
| Bombeiros Voluntários de Braga                                                          | Cavaleiro      | 2 de Junho de 1927      |
| Capitão Alexandre Alves de Carvalho                                                     | Oficial        | 6 de Agosto de 1927     |
| Capitão Henrique Augusto Perestrelo da Silva                                            | Oficial        | 6 de Agosto de 1927     |
| Tenente Afonso Fino Bento de Sousa                                                      | Oficial        | 30 de Setembro de 1927  |
| Tenente António Pais Andorinho Falcato                                                  | Oficial        | 30 de Outubro de 1927   |
| Capitão José Carlos da Maia                                                             | Grã-Cruz       | 11 de Novembro de 1927  |
| Tenente Manuel António Gouveia                                                          | Oficial        | 3 de Fevereiro de 1928  |
| General João Carlos Craveiro Lopes                                                      | Cavaleiro      | 3 de Fevereiro de 1928  |
| Capitão Jorge de Castilho                                                               | Comendador     | 3 de Fevereiro de 1928  |
| Capitão José da Luz Brito                                                               | Cavaleiro      | 3 de Fevereiro de 1928  |
| Bombeiros Municipais de Coimbra                                                         | Cavaleiro      | 3 de Fevereiro de 1928  |
| Bombeiros Voluntários de Viseu                                                          | Cavaleiro      | 3 de Fevereiro de 1928  |
| Major José Manuel Sarmento de Beires                                                    | Grande-Oficial | 3 de Fevereiro de 1928  |
| Bombeiros Voluntários de Guimarães                                                      | Cavaleiro      | 17 de Fevereiro de 1928 |
| Regimento de Obuses de Campanha                                                         | Oficial        | 17 de Fevereiro de 1928 |
| António Simões Pereira                                                                  | Cavaleiro      | 3 de Março de 1928      |
| Joaquim Augusto Amorim da Fonseca                                                       | Cavaleiro      | 3 de Março de 1928      |
| Marechal Óscar Carmona, 11º Presidente da República (ex officio)                        | Grã-Cruz       | 15 de Abril de 1928     |
| Carlos Leopoldo dos Santos                                                              | Cavaleiro      | 28 de Março de 1928     |
| Capitão Francisco Higino Craveiro Lopes (depois Marechal e 11º Presidente da República) | Cavaleiro      | 31 de Março de 1928     |
| Coronel Abílio Augusto Valdês de Passos e Sousa                                         | Grã-Cruz       | 25 de Abril de 1928     |
| Hospitais Civis de Lisboa                                                               | Comendador     | 1 de Junho de 1928      |
| Bombeiros Voluntários de Lamego                                                         | Cavaleiro      | 4 de Agosto de 1928     |
| Bombeiros Voluntários de Portalegre                                                     | Cavaleiro      | 4 de Agosto de 1928     |
| General José Vicente de Freitas                                                         | Grã-Cruz       | 25 de Agosto de 1928    |
| Bombeiros Voluntários do Porto                                                          | Cavaleiro      | 3 de Setembro de 1928   |
| Major João Luiz de Moura                                                                | Oficial        | 5 de Outubro de 1928    |
| Capitão Manuel António Ferreira                                                         | Cavaleiro      | 21 de Dezembro de 1928  |
| Bombeiros Voluntários de Cascais                                                        | Cavaleiro      | 21 de Dezembro de 1928  |
| Bombeiros Voluntários de Braga                                                          | Cavaleiro      | 1 de Fevereiro de 1929  |
| General João de Almeida                                                                 | Grande-Oficial | 1 de Fevereiro de 1929  |
| Cardeal Pietro Gasparri, Secretário de Estado da Santa Sé                               | Grã-Cruz       | 23 de Fevereiro de 1929 |
| Benito Mussolini, Primeiro-Ministro de Itália                                           | Grã-Cruz       | 19 de Abril de 1929     |
| João Batista Ribeiro                                                                    | Cavaleiro      | 21 de Junho de 1929     |
| Capitão Celestino Pais Ramos                                                            | Oficial        | 16 de Agosto de 1929    |
| Coronel António de Oliveira Viegas                                                      | Oficial        | 16 de Agosto de 1929    |
| Capitão João Maria Esteves                                                              | Oficial        | 16 de Agosto de 1929    |
| Bombeiros Voluntários da Póvoa do Varzim                                                | Cavaleiro      | 28 de Agosto de 1929    |
| Bombeiros Voluntários de Santo Tirso                                                    | Cavaleiro      | 28 de Agosto de 1929    |
| Coronel António Joaquim de Almeida Valente                                              | Oficial        | 5 de Outubro de 1929    |
| Capitão António Gonçalves Pires                                                         | Cavaleiro      | 19 de Outubro de 1929   |
| Miguel Primo de Rivera, Primeiro-Ministro de Espanha                                    | Grã-Cruz       | 30 de Dezembro de 1929  |
| Capitão-de-mar-e-guerra João Bello (a título póstumo)                                   | Grã-Cruz       | 3 de Janeiro de 1930    |
| Câmara Municipal de Elvas                                                               | Oficial        | 3 de Fevereiro de 1930  |
| General José Estevam de Morais Sarmento                                                 | Grã-Cruz       | 28 de Fevereiro de 1930 |
| Escola Naval                                                                            | Dama           | 5 de Junho de 1930      |
| Manuel Pinho e Matos                                                                    | Cavaleiro      | 11 de Julho de 1930     |
| Julião dos Santos                                                                       | Cavaleiro      | 11 de Julho de 1930     |
| Américo Lopes de Oliveira                                                               | Oficial        | 5 de Outubro de 1930    |
| Príncipe Takamatsu                                                                      | Grã-Cruz       | 5 de Dezembro de 1930   |
| Dr. António Augusto da Silva Martins                                                    | Cavaleiro      | 12 de Dezembro de 1930  |
| Marechal Joseph Pilsudski                                                               | Grã-Cruz       | 20 de Fevereiro de 1931 |
| General Domingos Augusto Alves da Costa Oliveira                                        | Grã-Cruz       | 11 de Abril de 1931     |
| Artur Pedro Ferreira de Brito                                                           | Oficial        | 21 de Junho de 1931     |
| Tenente Ulisses Augusto Alves                                                           | Oficial        | 21 de Junho de 1931     |
| Alferes David António Monteiro Simões                                                   | Oficial        | 29 de Junho de 1931     |
| Capitão José Joaquim Ramires                                                            | Oficial        | 29 de Junho de 1931     |
| Capitão João Barata Salgueiro Valente                                                   | Oficial        | 29 de Junho de 1931     |
| Carlos Eduardo Bleck                                                                    | Oficial        | 11 de Julho de 1931     |
| Major Manuel Moreira Cardoso                                                            | Oficial        | 11 de Julho de 1931     |
| Coronel Francisco Ferreira Sarmento de Morais Pimentel                                  | Oficial        | 11 de Julho de 1931     |
| Capitão José Teixeira Jacinto                                                           | Cavaleiro      | 18 de Julho de 1931     |
| General Carlos Mário Sanches de Castro Costa Macedo                                     | Oficial        | 5 de Março de 1932      |
| Prof. Doutor António de Oliveira Salazar, Presidente do Conselho de Ministros           | Grã-Cruz       | 28 de Maio de 1932      |
| Marechal Louis Robert Gonzalve Lyautey                                                  | Grã-Cruz       | 3 de Junho de 1932      |
| Liga dos Combatentes da Grande Guerra                                                   | Comendador     | 5 de Setembro de 1932   |
| António Maria da Cunha e Almeida                                                        | Oficial        | 29 de Junho de 1933     |
| Grã-Duquesa Carlota I do Luxemburgo                                                     | Grã-Cruz       | 29 de Setembro de 1933  |
| Capitão António Rodrigues Alves                                                         | Cavaleiro      | 5 de Outubro de 1933    |
| Bombeiros Voluntários de Barcelos                                                       | Cavaleiro      | 5 de Outubro de 1933    |
| Getúlio Vargas, Presidente do Brasil                                                    | Grã-Cruz       | 18 de Novembro de 1933  |
| Guarda Nacional Republicana                                                             | Grande-Oficial | 1 de Agosto de 1934     |
| Louis Barthou                                                                           | Grã-Cruz       | 5 de Outubro de 1934    |
| Major Humberto da Cruz                                                                  | Comendador     | 2 de Fevereiro de 1935  |
| António João Gonçalves Lobato                                                           | Cavaleiro      | 6 de Fevereiro de 1935  |
| Cidade de Arras                                                                         | Dama           | 2 de Maio de 1935       |
| Escola Militar                                                                          | Dama           | 11 de Junho de 1935     |
| Polícia de Segurança Pública                                                            | Grande-Oficial | 5 de Outubro de 1935    |
| Cidade de Luanda                                                                        | Oficial        | 17 de Novembro de 1938  |
| Vila de Massangano                                                                      | Oficial        | 17 de Novembro de 1938  |
| Vila de Muxima                                                                          | Dama           | 17 de Novembro de 1938  |
| Capitão David Rodrigues Neto                                                            | Oficial        | 20 de Junho de 1939     |
| Capitão Jorge Botelho Moniz                                                             | Oficial        | 20 de Junho de 1939     |
| Tenente Mariano Moreira Lopes                                                           | Oficial        | 20 de Junho de 1939     |
| Major Mário Pessoa da Costa                                                             | Oficial        | 20 de Junho de 1939     |
| General Augusto Manuel Farinha Beirão                                                   | Grande-Oficial | 22 de Junho de 1939     |
| Generalíssimo Francisco Franco, Caudilho de Espanha                                     | Grande-Colar   | 30 de Junho de 1939     |
| João António de Azevedo Coutinho Fragoso de Siqueira                                    | Grã-Cruz       | 8 de Dezembro de 1939   |
| Coronel Mário dos Santos                                                                | Cavaleiro      | 19 de Junho de 1940     |
| Alferes José Adriano Pequito Rebelo                                                     | Cavaleiro      | 19 de Junho de 1940     |
| Tenente-Coronel Américo Pinto da Rocha                                                  | Oficial        | 19 de Junho de 1940     |
| Brigadeiro Gaspar Maria Chaves Marques de Sá Carneiro                                   | Cavaleiro      | 19 de Junho de 1940     |
| Tenente Almor Branco Baptista                                                           | Cavaleiro      | 19 de Junho de 1940     |
| Coronel Eduardo Luiz de Sousa Gentil Beça                                               | Cavaleiro      | 19 de Junho de 1940     |
| Major Augusto Dantas Pimenta Serrão de Faria Pereira                                    | Oficial        | 19 de Junho de 1940     |
| Major Júlio Nunes Pereira de Oliveira                                                   | Oficial        | 19 de Junho de 1940     |
| Cardeal Luigi Maglione, Secretário de Estado da Santa Sé                                | Grã-Cruz       | 25 de Julho de 1940     |
| Corpo de Cadetes do Brasil                                                              | Oficial        | 11 de Dezembro de 1941  |
| General Francisco Gomez Jordana                                                         | Grã-Cruz       | 18 de Janeiro de 1943   |
| General Fernando dos Santos Costa                                                       | Grande-Oficial | 2 de Agosto de 1945     |
| Coronel Mário Travassos                                                                 | Comendador     | 5 de Setembro de 1945   |
| Marechal Jan Christiaan Smuts                                                           | Grã-Cruz       | 7 de Janeiro de 1946    |
| Príncipe Carlos, Príncipe-Regente da Bélgica                                            | Grã-Cruz       | 4 de Junho de 1946      |
| Adelino Rodrigues                                                                       | Cavaleiro      | 9 de Setembro de 1946   |
| Aleixo Corte-Real                                                                       | Comendador     | 30 de Outubro de 1946   |
| Coronel Aníbal César Valdez de Passos Sousa                                             | Grande-Oficial | 28 de Fevereiro de 1947 |
| Coronel Carlos Alberto de Serpa Soares                                                  | Cavaleiro      | 15 de Maio de 1947      |
| José Teixeira Nunes                                                                     | Cavaleiro      | 15 de Maio de 1947      |
| José Joaquim                                                                            | Cavaleiro      | 15 de Maio de 1947      |
| António Pereira                                                                         | Cavaleiro      | 19 de Maio de 1947      |
| General Fernando dos Santos Costa                                                       | Grã-Cruz       | 6 de Junho de 1949      |
| Eng. Artur do Canto Resende                                                             | Oficial        | 22 de Maio de 1950      |

## Presidente Craveiro Lopes (1951-1958)
| Nome                                                                        | Vida      | Grau      | Alvará                 |
| --------------------------------------------------------------------------- | --------- | --------- | ---------------------- |
| Marechal Francisco Craveiro Lopes, 12º Presidente da República (ex officio) | 1894–1964 | Grã-Cruz  | 9 de Agosto de 1951    |
| João Café Filho, Vice-Presidente do Brasil (depois Presidente do Brasil)    | 1899–1970 | Grã-Cruz  | 20 de Setembro de 1951 |
| General Agustín Muñoz Grandes                                               | 1896–1970 | Grã-Cruz  | 18 de Julho de 1953    |
| Aniceto Patrocínio Francisco do Rosário, Goa (a título póstumo)             | 1915–1954 | Cavaleiro | 17 de Agosto de 1954   |
| Marechal Aléxandros Papagós, Primeiro-Ministro da Grécia                    | 1883–1955 | Grã-Cruz  | 9 de Novembro de 1954  |
| Príncipe Filipe, Duque de Edimburgo                                         | 1921–2021 | Grã-Cruz  | 25 de Outubro de 1955  |
| António Joaquim Fernandes, Goa (a título póstumo)                           |           | Cavaleiro | 3 de Fevereiro de 1956 |
| Juscelino Kubitschek, Presidente do Brasil                                  | 1902–1976 | Grã-Cruz  | 3 de Fevereiro de 1956 |
| Capitão Rodrigo Barbosa Araújo Leite de Faria (Goa)                         |           | Oficial   | 10 de Janeiro de 1957  |
| Desembargador José Joaquim Militão de Quadros (Relação de Goa)              | 1910–1991 | Oficial   | 10 de Janeiro de 1957  |
| Corpo de Polícia do Estado da Índia                                         | –         | Oficial   | 31 de Maio de 1957     |
| Corpo de Fuzileiros Navais                                                  | –         | Oficial   | 6 de Março de 1958     |

## Presidente Américo Thomaz (1958-1974)
| Nome                                                                                  | Grau                | Alvará                 |
| ------------------------------------------------------------------------------------- | ------------------- | ---------------------- |
| Almirante Américo Thomaz, 13º Presidente da República (ex officio)                    | Grã-Cruz            | 9 de Agosto de 1958    |
| João José do Nascimento Costa                                                         | Cavaleiro           | 13 de Março de 1961    |
| Tenente-Coronel Jaime Filipe da Fonseca (a título póstumo)                            | Grande-Oficial      | 17 de Janeiro de 1962  |
| General Carlos Miguel Lopes da Silva Freire (a título póstumo)                        | Comendador          | 21 de Maio de 1962     |
| Cidade de Carmona                                                                     | Comendador          | 30 de Maio de 1962     |
| Segundo-Tenente Jorge Manuel Catalão de Oliveira e Carmo                              | Comendador          | 1 de Setembro de 1962  |
| General Venâncio Augusto Deslandes                                                    | Comendador          | 27 de Outubro de 1962  |
| Furriel Miliciano João Nunes Redondo (a título póstumo)                               | Cavaleiro com Palma | 18 de Janeiro de 1963  |
| Capitão Alberto Santiago de Carvalho                                                  | Oficial             | 26 de Abril de 1963    |
| Coronel Maurício Leonel de Sousa Saraiva                                              | Oficial             | 31 de Julho de 1963    |
| Almirante Américo de Deus Rodrigues Thomaz, 13.º Presidente da República (ex officio) | Grande-Colar        | 9 de Agosto de 1963    |
| Konrad Adenauer, Chanceler da Alemanha                                                | Grã-Cruz            | 15 de Outubro de 1963  |
| Comando Naval de Angola                                                               | Membro-Honorário    | 13 de Novembro de 1963 |
| 2ª Região Aérea de Angola                                                             | Membro-Honorário    | 13 de Novembro de 1963 |
| Comando Militar de Angola                                                             | Membro-Honorário    | 13 de Novembro de 1963 |
| 2º Sargento José Paulo dos Santos (a título póstumo)                                  | Cavaleiro com Palma | 30 de Novembro de 1963 |
| General Francisco Holbeche Fino                                                       | Comendador          | 10 de Dezembro de 1963 |
| General Alberto Andrade e Silva                                                       | Comendador          | 1 de Fevereiro de 1966 |
| Furriel Miliciano Manuel Marques Sardão, Soldado maqueiro (a título póstumo)          | Cavaleiro com Palma | 27 de Maio de 1966     |
| Furriel Miliciano Ângelo dos Santos Rodrigues                                         | Cavaleiro com Palma | 25 de Junho de 1966    |
| Embaixador Alberto Marciano Gorjão Franco Nogueira                                    | Grã-Cruz            | 1 de Julho de 1966     |
| Marechal Arthur da Costa e Silva, Presidente do Brasil                                | Grã-Cruz            | 8 de Abril de 1967     |
| General Arnaldo Schulz                                                                | Comendador          | 18 de Março de 1968    |
| Coronel Duarte Manuel de Amarante Rocha Pamplona                                      | Oficial com Palma   | 19 de Junho de 1968    |
| Tenente-Coronel José Manuel Ferreira Gaspar                                           | Cavaleiro           | 6 de Junho de 1969     |
| General António Augusto dos Santos                                                    | Comendador          | 2 de Julho de 1969     |
| Major-General José Manuel Garcia Ramos Lousada                                        | Oficial             | 2 de Julho de 1969     |
| Tenente-Coronel Jaime Rodolfo de Abreu Cardoso                                        | Oficial             | 2 de Julho de 1969     |
| Major Alberto Fernão de Magalhães Osório (a título póstumo)                           | Oficial             | 2 de Julho de 1969     |
| Capitão Miliciano Horácio Francisco Martins Valente                                   | Oficial             | 2 de Julho de 1969     |
| Tenente-Coronel Marcelino da Mata                                                     | Cavaleiro           | 2 de Julho de 1969     |
| Príncipe D. Juan Carlos, Príncipe de Espanha                                          | Grã-Cruz            | 7 de Abril de 1970     |
| General Mario García Menocal, Presidente de Cuba (a título póstumo)                   | Grã-Cruz            | 7 de Abril de 1970     |
| Furriel Cherne Sissé                                                                  | Oficial             | 2 de Junho de 1970     |
| Tenente-coronel José Augusto Nogueira Ribeiro                                         | Oficial             | 3 de Junho de 1970     |
| General Manuel Diogo Neto                                                             | Oficial             | 30 de Junho de 1970    |
| Brigadeiro-General Hélio Augusto Esteves Felgas                                       | Oficial             | 30 de Junho de 1970    |
| Capitão João Bacar Jaló (a título póstumo)                                            | Oficial             | 30 de Junho de 1970    |
| Capitão-de-mar-e-guerra Guilherme Almor de Alpoim Calvão                              | Oficial com Palma   | 23 de Julho de 1970    |
| Sargento-Mor Manuel Martins Teixeira                                                  | Cavaleiro com Palma | 31 de Maio de 1971     |
| Tenente-Coronel Manuel Isaías Pires                                                   | Cavaleiro           | 16 de Junho de 1971    |
| Marcello José das Neves Alves Caetano, Presidente do Conselho de Ministros            | Grã-Cruz            | 20 de Outubro de 1971  |
| Capitão Álvaro Manuel Alves Cardoso                                                   | Oficial             | 24 de Maio de 1972     |
| Coronel Orlando José Saraiva Gomes do Amaral                                          | Oficial             | 28 de Junho de 1972    |
| Capitão-de-mar-e-guerra Alberto Rebordão de Brito                                     | Oficial             | 28 de Junho de 1972    |
| 2º Sargento António Ribeiro Pais                                                      | Cavaleiro           | 28 de Junho de 1972    |
| Almirante Augusto Rademaker                                                           | Grã-Cruz            | 15 de Outubro de 1972  |
| Marechal Francisco da Costa Gomes, 15º Presidente da República                        | Comendador          | 2 de Novembro de 1972  |
| General Emílio Garrastazu Médici, Presidente do Brasil                                | Grande-Colar        | 9 de Maio de 1973      |
| Alferes António do Casal Martins                                                      | Oficial             | 20 de Junho de 1973    |
| António Freitas Pimentel                                                              | Oficial             | 4 de Julho de 1973     |
| Marechal António de Spínola, 14º Presidente da República                              | Grande-Oficial      | 6 de Julho de 1973     |
| General João de Almeida Bruno                                                         | Oficial com Palma   | 6 de Julho de 1973     |
| Coronel António Joaquim Alves Ribeiro da Fonseca                                      | Oficial com Palma   | 6 de Julho de 1973     |
| Coronel Fernando Gil Almeida Lobato de Faria                                          | Oficial com Palma   | 6 de Julho de 1973     |

## Presidente Ramalho Eanes (1976-1986)
| Nome                                                                     | Vida      | Grau             | Alvará                 |
| ------------------------------------------------------------------------ | --------- | ---------------- | ---------------------- |
| Escola Prática de Infantaria                                             | –         | Membro-Honorário | 2 de Setembro de 1980  |
| Major-General Heitor Hamilton Almendra                                   | 1932 (92) | Oficial          | 15 de Março de 1985    |
| Escola Prática de Cavalaria                                              | –         | Membro-Honorário | 15 de Março de 1985    |
| Corpo de Fuzileiros                                                      | –         | Membro-Honorário | 15 de Março de 1985    |
| Corpo de Tropas Paraquedistas                                            | –         | Membro-Honorário | 15 de Março de 1985    |
| Tancredo Neves, Presidente do Brasil                                     | 1910–1985 | Grã-Cruz         | 27 de Março de 1985    |
| Regimento de Comandos                                                    | –         | Membro-Honorário | 26 de Abril de 1985    |
| Doutor José de Azeredo Perdigão                                          | 1896–1993 | Grã-Cruz         | 11 de Setembro de 1985 |
| Guarda Fiscal                                                            | –         | Membro-Honorário | 18 de Outubro de 1985  |
| General António Ramalho Eanes, 15.º Presidente da República (ex officio) | 1935 (90) | Grande-Colar     | 9 de Março de 1986     |

## Presidente Mário Soares (1986-1996)
| Nome                                                              | Vida      | Grau                     | Alvará                  |
| ----------------------------------------------------------------- | --------- | ------------------------ | ----------------------- |
| Francisco de Sá Carneiro, Primeiro-Ministro (a título póstumo)    | 1934–1980 | Grã-Cruz                 | 17 de Março de 1986     |
| Marechal António de Spínola, 13º Presidente da República          | 1910–1996 | Grã-Cruz                 | 13 de Fevereiro de 1987 |
| Tenente-Coronel José Fernando de Almeida Brito (a título póstumo) | 1933–1973 | Comendador com Palma     | 23 de Dezembro de 1988  |
| General José Lemos Ferreira                                       | 1929–2020 | Grã-Cruz                 | 29 de Maio de 1989      |
| Mário Soares, 16.º Presidente da República (ex officio)           | 1924–2017 | Grande-Colar             | 9 de Março de 1991      |
| Fernando Collor de Mello, Presidente do Brasil                    | 1949 (75) | Grã-Cruz                 | 2 de Julho de 1991      |
| General Mário Firmino Miguel (a título póstumo)                   | 1932–1991 | Grã-Cruz                 | 6 de Outubro de 1991    |
| Tenente-Coronel Fernando Salgueiro Maia (a título póstumo)        | 1944–1992 | Grande-Oficial           | 28 de Junho de 1992     |
| Rainha Isabel II do Reino Unido                                   | 1926 (98) | Grande-Colar             | 27 de Abril de 1993     |
| General António Soares Carneiro                                   | 1928–2014 | Grã-Cruz                 | 1 de Julho de 1994      |
| Major-General Jaime Neves                                         | 1936–2013 | Grande-Oficial com Palma | 13 de Julho de 1995     |

## Presidente Jorge Sampaio (1996-2006)
| Nome                                                        | Vida      | Grau             | Alvará                 |
| ----------------------------------------------------------- | --------- | ---------------- | ---------------------- |
| Príncipe Filipe, Príncipe das Astúrias                      | 1968 (57) | Grande-Oficial   | 23 de Agosto de 1996   |
| Hélder Costa Almeida                                        | 1953 (72) | Oficial          | 22 de Julho de 1998    |
| Leal Senado de Macau                                        | —         | Membro-Honorário | 15 de Março de 1999    |
| Centro de Tropas de Operações Especiais (Rangers de Lamego) | —         | Membro-Honorário | 28 de Março de 2000    |
| General Gabriel Augusto do Espírito Santo                   | 1935–2014 | Grã-Cruz         | 3 de Agosto de 2000    |
| Rei Juan Carlos I de Espanha                                | 1938 (87) | Grande-Colar     | 11 de Setembro de 2000 |
| Fernando Henrique Cardoso, Presidente do Brasil             | 1931 (93) | Grã-Cruz         | 6 de Novembro de 2002  |
| Jorge Sampaio, 17.º Presidente da República (ex officio)    | 1939 (85) | Grande-Colar     | 9 de Março de 2006     |

## Presidente Cavaco Silva (2006-2016)
| Nome                                                                  | Vida      | Grau              | Alvará                 |
| --------------------------------------------------------------------- | --------- | ----------------- | ---------------------- |
| Príncipe Filipe, Príncipe das Astúrias                                | 1968 (57) | Grã-Cruz          | 25 de Setembro de 2006 |
| Luiz Inácio Lula da Silva, Presidente do Brasil                       | 1968 (79) | Grã-Cruz          | 5 de Março de 2008     |
| Base Aérea Nº 1 (Sintra)                                              | —         | Membro-Honorário  | 8 de Maio de 2009      |
| Doutor Aníbal Cavaco Silva, 18.º Presidente da República (ex officio) | 1939 (85) | Grande-Colar      | 9 de Março de 2011     |
| Coronel Tirocinado Raúl Folques                                       | 1939 (85) | Oficial com Palma | 9 de Outubro de 2015   |
| General Vasco Rocha Vieira, Governador de Macau                       | 1939 (85) | Grã-Cruz          | 18 de Dezembro de 2015 |

## Presidente Marcelo Rebelo de Sousa (2016-presente)
| Nome                                                                     | Vida      | Grau             | Alvará                 |
| ------------------------------------------------------------------------ | --------- | ---------------- | ---------------------- |
| Rei Filipe VI de Espanha                                                 | 1968 (57) | Grande-Colar     | 28 de Novembro de 2016 |
| Esquadra 751 da Força Aérea Portuguesa                                   |           | Membro-Honorário | 12 de Julho de 2017    |
| Estado-Maior da Armada                                                   |           | Membro-Honorário | 4 de Novembro de 2018  |
| Estado-Maior do Exército                                                 |           | Membro-Honorário | 4 de Novembro de 2018  |
| Estado-Maior da Força Aérea                                              |           | Membro-Honorário | 4 de Novembro de 2018  |
| Doutor Marcelo Rebelo de Sousa, 20º Presidente da República (ex officio) | 1948 (76) | Grande-Colar     | 9 de Março de 2021     |
| Liga dos Combatentes                                                     |           | Membro-Honorário | 9 de Abril de 2021     |
| Serviço Nacional de Saúde                                                |           | Membro-Honorário | 2 de Março de 2022     |
| Guarda Nacional Republicana                                              |           | Membro-Honorário | 3 de Maio de 2022      |
| Polícia de Segurança Pública                                             |           | Membro-Honorário | 6 de Julho de 2022     |
| Rei Carlos III do Reino Unido                                            | 1968 (76) | Grande-Colar     | 15 de Junho de 2023    |
| Estado-Maior-General das Forças Armadas                                  |           | Membro-Honorário | 9 de Setembro de 2024  |